# Sepedon lata
Sepedon lata är en tvåvingeart som beskrevs av Mario Bezzi 1928. Sepedon lata ingår i släktet Sepedon och familjen kärrflugor.
Artens utbredningsområde är Fiji. Inga underarter finns listade i Catalogue of Life.